# Antoni Mercader i Capellà
Antoni Mercader i Capellà   (Banyoles, 1941 - Sant Just Desvern, 11 de maig de 2025) va ser un artista i comissari d'art català.

## Biografia
Llicenciat en Filosofia i en Història de l'Art (1976) per la Universitat de Barcelona i doctor en Comunicació Audiovisual (2000) per la Universitat Pompeu Fabra, va dedicar la seva vida professional a les formes contemporànies d’expressió audiovisual i multimèdia en l'art, tant en la vessant d'historiador i comissari d'exposicions, director, assessor i coordinador de projectes, com també en la de productor audiovisual i multimèdia.
Va ser membre del grup Machines (1964-1966) i del Grup de Treball (1973-1976), tots dos englobats dins el corrent de les arts plàstiques d’avantguarda. Amb el Grup de Treball participà a les biennals de París (1976) i de Venècia (1976). Els seus treballs formen part de les col·leccions del Museu d'Art Contemporani de Barcelona (MACBA) i del Museu Reina Sofia.
El 1980, va ser coautor (conjuntament amb Eugeni Bonet, Joaquim Dols i Antoni Muntadas) del primer llibre sobre videoart publicat a l'Estat espanyol: En torno al vídeo, reeditat per la Universitat del País Basc el 2010. El 1985, a més, va ser membre fundador de la Societat Catalana de Comunicació, entitat filial de l'Institut d’Estudis Catalans.
Va comissariar, entre altres, les exposicions següents: «artenlínia.net», exposició virtual sobre art per internet (2001), «Experimentació i creativitat. Ordint textos, sons, imatges i dades» (2000-2001), «Mostra d'Arts Electròniques 2000» (2000), «Grup de Treball Barcelona» (1999), «Muntadas. Proyectos Madrid» (1998) i «Miratges Barcelona» (1998). En la seva darrera etapa professional (2001-2011) va ser professor titular dels estudis de Comunicació Audiovisual de la Universitat de Barcelona.